# شرابة الحرير
شرابة الحرير (الاسم العلمي: Garrya) (بالإنجليزية: silk tassel)‏ هي جنس من النباتات يتبع فصيلة شرابات الحرير من رتبة شرابيات الحرير.

## أنواع شرابة الحرير
- شرابة الحرير شمشادية الأوراق (الاسم العلمي:Garrya buxifolia)
- شرابة الحرير الكونغدونية (الاسم العلمي:Garrya congdonii)
- شرابة الحرير الغرابية (الاسم العلمي:Garrya corvorum)
- شرابة الحرير الإهليلجية (الاسم العلمي:Garrya elliptica)
- شرابة الحرير الفادينية (الاسم العلمي:Garrya fadyenii)
- شرابة الحرير الصفراء (الاسم العلمي:Garrya flavescens)
- شرابة الحرير الفريمونتية (الاسم العلمي:Garrya fremontii)
- شرابة الحرير الجرداء (الاسم العلمي:Garrya glaberrima)
- شرابة الحرير الرمادية (الاسم العلمي:Garrya grisea)
- شرابة الحرير غارية الأوراق (الاسم العلمي:Garrya laurifolia)
- شرابة الحرير طويلة الأوراق (الاسم العلمي:Garrya longifolia)
- شرابة الحرير البيضاوية (الاسم العلمي:Garrya ovata)
- شرابة الحرير صفصافية الأوراق (الاسم العلمي:Garrya salicifolia)
- شرابة الحرير الفيتشية (الاسم العلمي:Garrya veatchii)
- شرابة الحرير الرايتية (الاسم العلمي:Garrya wrightii)
- شرابة الحرير الإساكوهية (الاسم العلمي:Garrya x issaquahensis)